# 藤戸恭平
藤戸 恭平（ふじと きょうへい、1980年5月11日 - ）は、日本の元ラグビー選手。

## プロフィール
- 佐賀県出身。
- ポジションはスクラムハーフ(SH)。
- 身長 174cm、体重 77kg
- 7人制日本代表に選ばれたことがある。
- U19日本代表に選ばれたことがある[1]。

## 略歴
5歳からラグビーを始めた。
1999年、佐賀工業高校卒業後、日本体育大学に入学する。なお佐賀工業高校時代、高校日本代表に選ばれたことがある。
2002年、日本体育大学ラグビー部の主将に就任した。
2003年、日本体育大学卒業後、NECグリーンロケッツに加入。同年9月14日に行われたジャパンラグビートップリーグ第1節のリコーブラックラムズ戦に先発出場で公式戦初出場を果たす。 
2014年、現役を引退した。